# マーティ・ナポレオン

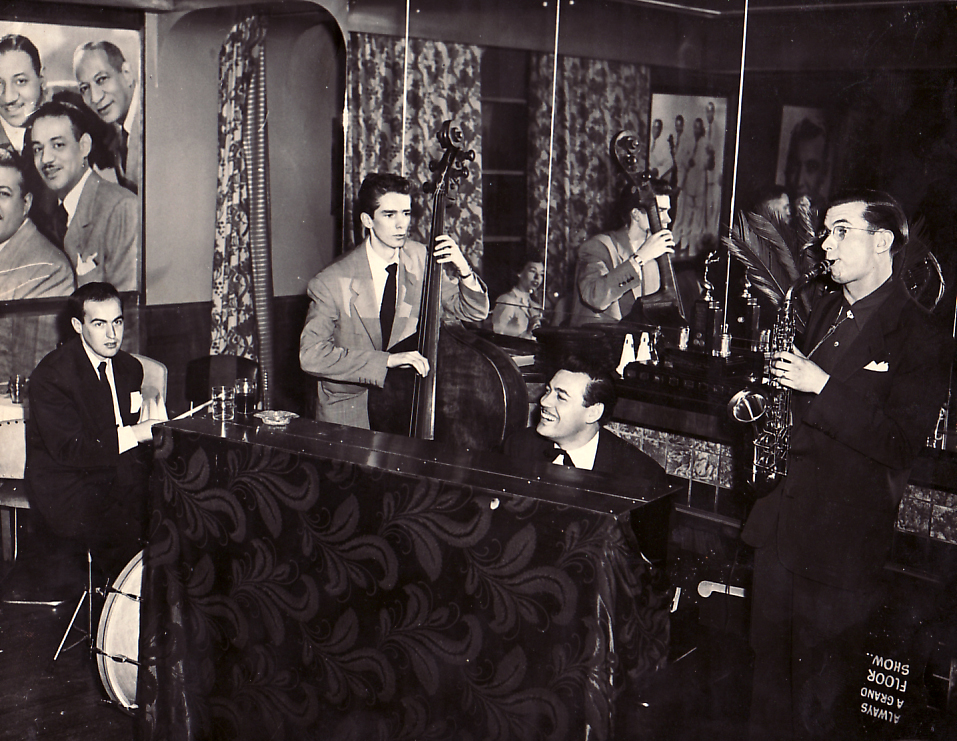
左から、ドン・ヴァレラ、スタン・ジョンソン、マーティ・ナポレオン、フレイザー・マクファーソン。バンクーバーのペントハウスにて。1952年4月4日。写真提供: Fraser MacPherson Estate

マーティ・ナポレオン（Marty Napoleon、1921年6月2日 - 2015年4月27日）は、アメリカのジャズ・ピアニスト。彼は1952年にルイ・アームストロングのオールスター・バンドにおいてアール・ハインズと交代で加入した。1946年にはジーン・クルーパと仕事をし、フィル・ナポレオンのオリジナル・メンフィス・ファイブで、トランペッターである叔父のフィルと仕事を続けた。1950年代にはピアニストの弟テディ・ナポレオンとも共演し、1966年から1971年にかけて再びアームストロングと共演した。アームストロングとの仕事におけるハイライトの1つは、ミュージカル『屋根の上のバイオリン弾き』からの「Sunrise, Sunset」のスウィング・バージョンであった。ナポレオンは、ブルックリンでシチリア移民のマシュー・ナポリ (Matthew Napoli)として生まれた後、合法的に名前を変更した。

## ディスコグラフィ

### リーダー・アルバム
- Marty Napoleon Swings and Sings (1955年、Bethlehem)
- Marty Napoleon and His Music (1958年、Stere-o-Craft)
- The Napoleon Brothers: A Rare Musical Vintage (1958年、Herald)
- 『南部の夕暮れ』 - Lionel Hampton Presents: Who's Who In Jazz Louis Armstrong Alumni (1977年、Who's Who in Jazz)

### 参加アルバム
- ルイ・アームストロング : 『メイム』 - Louis (1966年、Mercury)
- ルイ・アームストロング : 『この素晴らしき世界』 - What a Wonderful World (1968年、Stateside)
- ルイ・アームストロング : The Night Before Christmas (1971年、Continental)
- フィル・ボドナー : Fine and Dandy (1981年、Stash)
- ルビー・ブラフ : Swinging with Ruby Braff (1955年、Jazztone)
- ルビー・ブラフ : Easy Now (1959年、RCA Victor)
- チャビー・ジャクソン : Chubby Jackson Discovers Maria Marshall (1961年、Crown)